# Aimophila rufescens
Aimophila rufescens е вид птица от семейство Овесаркови (Emberizidae). Видът е незастрашен от изчезване.

## Разпространение
Разпространен е в Белиз, Коста Рика, Салвадор, Гватемала, Хондурас, Мексико и Никарагуа.